# Albulina caerulea
Albulina caerulea är en fjärilsart som beskrevs av Courvoisier 1897. Albulina caerulea ingår i släktet Albulina och familjen juvelvingar. Inga underarter finns listade i Catalogue of Life.